# Arturo Aiello

Bischofswappen von Arturo Aiello

Arturo Aiello (* 14. Mai 1955 in Vico Equense, Provinz Neapel, Italien) ist ein italienischer Geistlicher und römisch-katholischer Bischof von Avellino.

## Leben
Arturo Aiello empfing am 7. Juli 1979 durch den Erzbischof von Sorrent, Antonio Zama, das Sakrament der Priesterweihe.
Am 13. Mai 2006 ernannte ihn Papst Benedikt XVI. zum Bischof von Teano-Calvi. Der Kardinalpräfekt der Kongregation für die Bischöfe, Giovanni Battista Re, spendete ihm am 30. Juni desselben Jahres die Bischofsweihe; Mitkonsekratoren waren der emeritierte Erzbischof von Neapel, Michele Kardinal Giordano, und der Erzbischof von Sorrent-Castellammare di Stabia, Felice Cece.
Papst Franziskus ernannte ihn am 6. Mai 2017 zum Bischof von Avellino. Die Amtseinführung fand am 30. Juni desselben Jahres statt.